# Guaicurus
O termo guaicurus remete aos grupos indígenas cujas línguas pertencem à família linguística guaicuru. Eram famosos por serem uma tribo guerreira que se utilizavam de cavalos para as caçadas e ataques. Migraram para o território brasileiro, na região dos estados de Mato Grosso do Sul e Goiás, fugindo da colonização na região do norte do Paraguai.
A denominação "guaicuru" era utilizada originalmente pelos nativos da etnia guarani para referir-se a um grupo étnico rival que habitava a margem ocidental do curso médio do Rio Paraguai entre a foz dos rios Pilcomayo e Yabebiri. Na época da conquista hispânica, essa denominação também foi utilizada para referir-se a outros grupos de nativo que habitavam o curso superior do Rio Paraguai.
Trata-se de um termo originalmente pejorativo que resulta da conjunção das seguintes palavras em língua guarani:
1. "Guá": partícula significa gente, habitante, nativo;
2. "Aí": quer dizer malvado, falso, traidor; e
3. "Curú": que significa "sarna", portanto "icurú" significa cheio de sarnas ou com a pele suja.

Nesse contexto, pode-se traduzir essa denominação como: gente malvada e com a pele suja.
No século XVI, os nativos dessa etnia habitavam a região do Chaco, divididos em dois núcleos: um mais ao sul (Guaicurús), localizado na margem ocidental do Rio Paraguai, nas proximidades de onde, atualmente, está localizada a cidade de Assunção e outro núcleo mais ao norte (Mbayá), também na margem ocidental do Alto Paraguai.
A denominação "Mbayá" tem várias interpretações, tais como: "esteira de bambus", gente que vive entre os "pajonales" (vegetação da região); referência a um tipo de palha que era utilizada em suas habitações; gordos; hercúleos ou gigantescos.
Esse grupo mais ao norte se autodenominava como "Eyiguayeguis", que significa: "gente que vive entre as palmeiras do tipo 'eyiguá'" (boicaiúva).
Muitas vezes, aliavam-se com os os paiaguás, pois necessitavam da canoa para atravessar o Rio Paraguai e da certeza que não haveria conflitos com estes, para que pudessem atacar os campos cultivados pelos guaranis em épocas de colheita.
Antes do período colonial eram nômades que tinham uma economia baseada na caça, pesca e coleta. A agricultura somente surgiu com a maior estabilidade dos assentamentos a partir do século XIX. A criação de rebanhos equinos e bovinos foi desenvolvida no período colonial, com destaque para a criação de cavalos que passou a ser um dos elementos característicos desse grupo étnico que pode ser caracterizado como uma sociedade equestre.
A partir de meados do século XVII, começaram a ocupar também a margem oriental do rio Paraguai, na região correspondente a região do Pantanal que, no século XVIII, seria a principal área de ocupação por essa etnia. No final do Século XIX, o território habitado pelo grupo concentrava-se em áreas que atualmente pertencem ao estado de Mato Grosso do Sul.
Aliados dos paiaguás contra um inimigo comum, os exímios cavaleiros guaicurus ofereceram grande resistência à povoação do Pantanal Sul-matogrossense. Um tratado de paz em 1791 os declarou súbditos da Coroa Portuguesa.
Dentre os remanescentes atuais de uma das antigas tribos Mbayá-Guaicurú, podem-se citar os cadiuéus da Reserva Indígena da Bodoquena, no sul do estado de Mato Grosso do Sul.

## Conflitos com os colonizadores

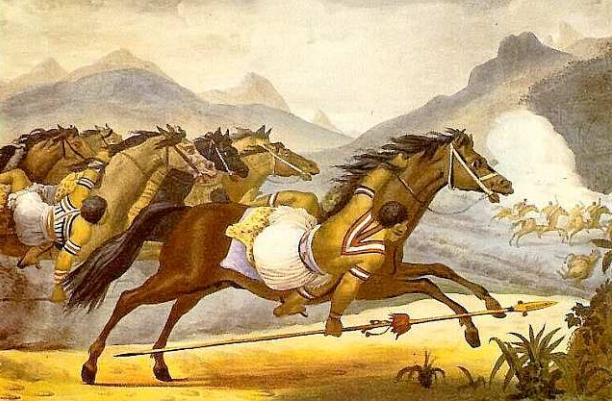
Debret: Carga de cavalaria guaicuru, 1822

Em 1542, quando Cabeza de Vaca chegou à Assunção, para assumir o cargo de Governador da Província do Rio da Prata e do Paraguai, os guaranis, aliados dos espanhóis, exigiram que fosse feita guerra contra os guaicurus, pois esses atacam suas roças em tempos de colheita. Nesse contexto, foi realizada uma expedição punitiva contra os guaicurus que capturou alguns nativos, mas que não conseguiu fazer com que estes parassem de atacar os guaranis.
Depois disso, as relações entre os guaicurus e os espanhóis passaram a ser de violência constante. Eram frequentes os ataques contra a cidade de Assunção e as primeiras estâncias crioulas, nos quais os guaicurus tomavam ferramentas de metal e cavalos. Esses ataques geravam expedições punitivas por parte dos espanhóis, nas quais perdiam alguns soldados e matavam e capturavam alguns nativos.
Os períodos de hostilidade eram intercalados pelos períodos de paz nos quais os guaicurus iam frequentemente à Assunção para fazer trocas comerciais, nas quais ofereciam peles e carnes silvestres, pescados e mantas. Essas visitas eram vistas com suspeitas pelos colonizadores que acreditavam que os guaicurus as utilizavam para fazer observações com o intuito de preparar novos ataques.
Com a adoção dos cavalos por aquele povo, os ataques tornaram-se mais difíceis de deter, além disso, os guaicurus fizeram alianças com os abipones, os mocovis, e os tobas para lutar contra os espanhóis e guaranis.
No dia de 20 de janeiro de 1678, os espanhóis obtiveram uma grande vitória contra os guaicurus, que forçou sua migração para terras mais ao norte no final do século XVII e sua fusão com o grupo que era conhecido como "Mbayá", desse modo, no final do século XVIII já não existiam mais guaicurus nas proximidades de Assunção.
No século XVIII, também fizeram ataques mais a oeste contra reduções de nativos da etnia chiquito, em territórios que atualmente pertencem à Bolívia.
Em 1740, para ajudar a conter os ataques dos guaicurus, Rafael de la Moneda fundou a cidade de Emboscada povoada por negros e mulatos livres.
Outros passos, no avanço do efetivo domínio espanhol em direção ao curso superior do Rio Paraguai, foram:
1. Em 1784, o estabelecimento de um comando militar, em San Pedro del Ycuamandiyú;
2. Em 1792, a construção do Forte Borbón.

No início do século XIX, os guaicurus da tribo dos Kadiwéus, nessa época com emprego de armas de fogo, continuavam a saquear as estâncias paraguaias ao sul do Rio Apa, roubando grande quantidade de gado e cavalos. Essas incursões se tornaram mais frequentes devido ao enfraquecimento das guarnições de fronteira deslocadas para atuar em conflitos posteriores à Independência (Governo de Francia), mas depois tiveram substancial redução, principalmente na época do governo de Carlos Antônio Lopez que construiu novas guarnições militares.
Em 1865, na época da Guerra do Paraguai, os guaicurus da tribo dos caduveus receberam armamento do Império do Brasil para atacar e saquear os paraguaios ao sul do Rio Apa.

### Conflitos com os brasileiros

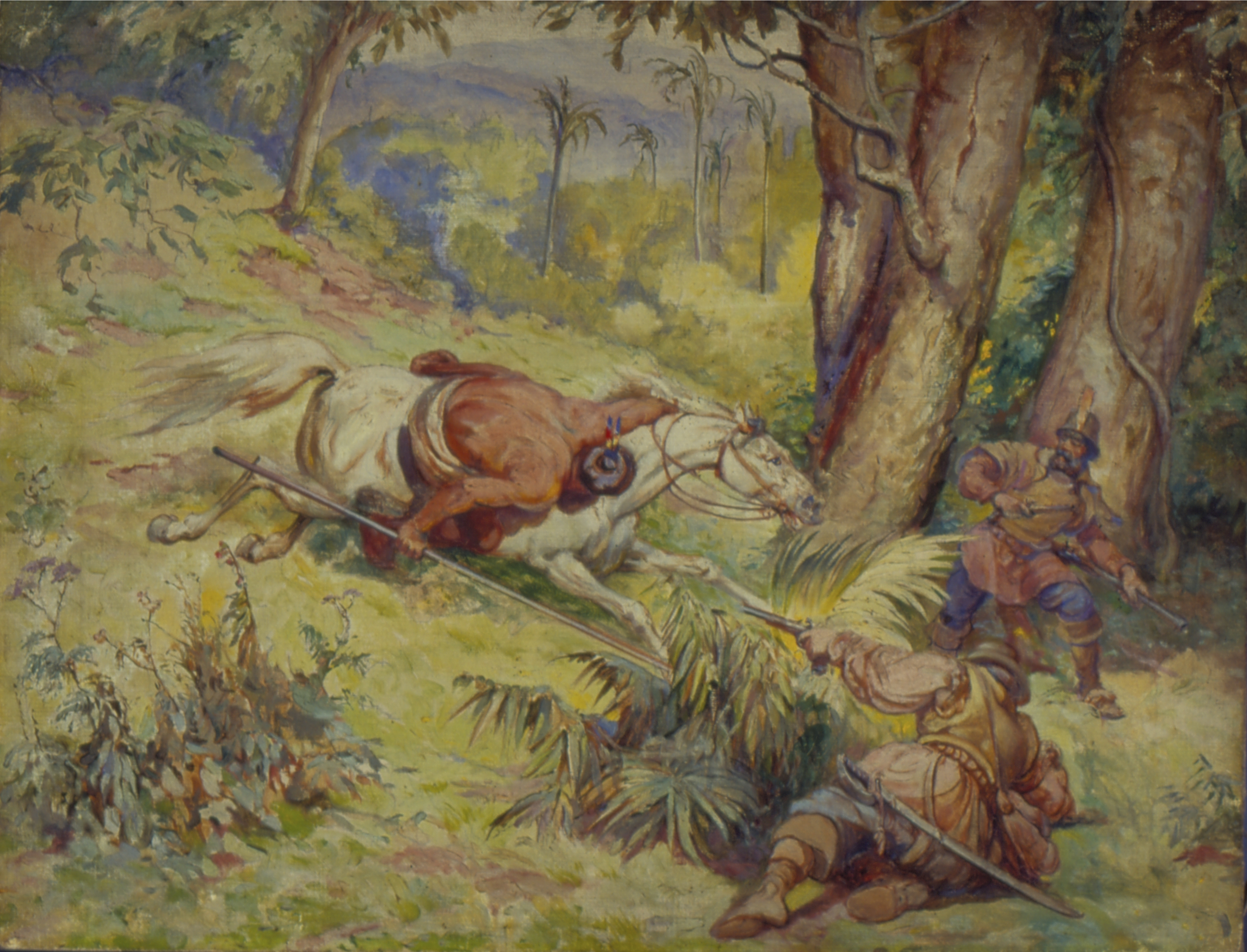
Quadro Combate de Bandeirantes de Mogi das Cruzes com Guaicurus, de Oscar Pereira da Silva, pertencente ao Museu Paulista da USP.

Também no século XVIII, em alianças com os paiaguás, fizeram diversos ataques contra brasileiros nos territórios dos atuais estados de Mato Grosso do Sul e Mato Grosso, chegando a realizar ataques nas proximidades de Cuiabá. Em suas incursões por esses territórios, faziam cativos de outros povos nativos como os guaxis, os guanazes, os cayvabas, os guatós, os coroados, os cayapós, os bororós e os chamacocos.
A partir de 1768, com a dissolução da aliança com os paiaguás, o Império Português começou a obter um domínio da região do curso superior do Rio Paraguai. Em 1778, foram construídos fortes onde atualmente se localizam as cidades de Corumbá e Miranda.
Em 1791, o Capitão General de Mato Grosso, João Albuquerque de Mello Pereira e Cáceres, assinou um tratado de paz com a "nação Aicurú", em Vila Bela da Santíssima Trindade, depois disso, os guaicurus passaram a atuar como vaqueiros para os brasileiros.
Posteriormente foram registrados conflitos com fazendeiros brasileiros que acusavam os guaicurus da tribo dos cadiuéus, que viviam na região do Rio Nabileque, de roubo de gado e cavalos. Em 1897 e 1898, foram enviados destacamentos militares para combater os kadiwéus.
Em 1903, o governo do Estado de Mato Grosso, criou a Reserva Indígena dos Kadiwéu, que compreendia todo o território compreendido entre o Rio Aquidauana ao sul, o Rio Paraguai a oeste, e os rios Nabileque e Niutaque a norte e nordeste, e a Serra da Bodoquena a leste. Em 1928, a reserva passou a ser administrada pelo Serviço de Proteção aos Índios (SPI).

## Declínio
Em meados do século XVIII, além dos colonizadores, os guaicurus começaram a perder terreno no curso superior do Rio Paraguai para outros grupos étnicos nativos, os lenguas e os enimagás, que, também eram sociedades equestres e que, antes, já haviam tomado os locais de caça utilizados pelos guaicurus ao sul.
Nesse contexto, houve uma redução dos saques e a dominação que exerciam sobre os chanés também entrou em declínio.
Outro importante fator para o declínio foi o alcoolismo.

## Tentativas de evangelização

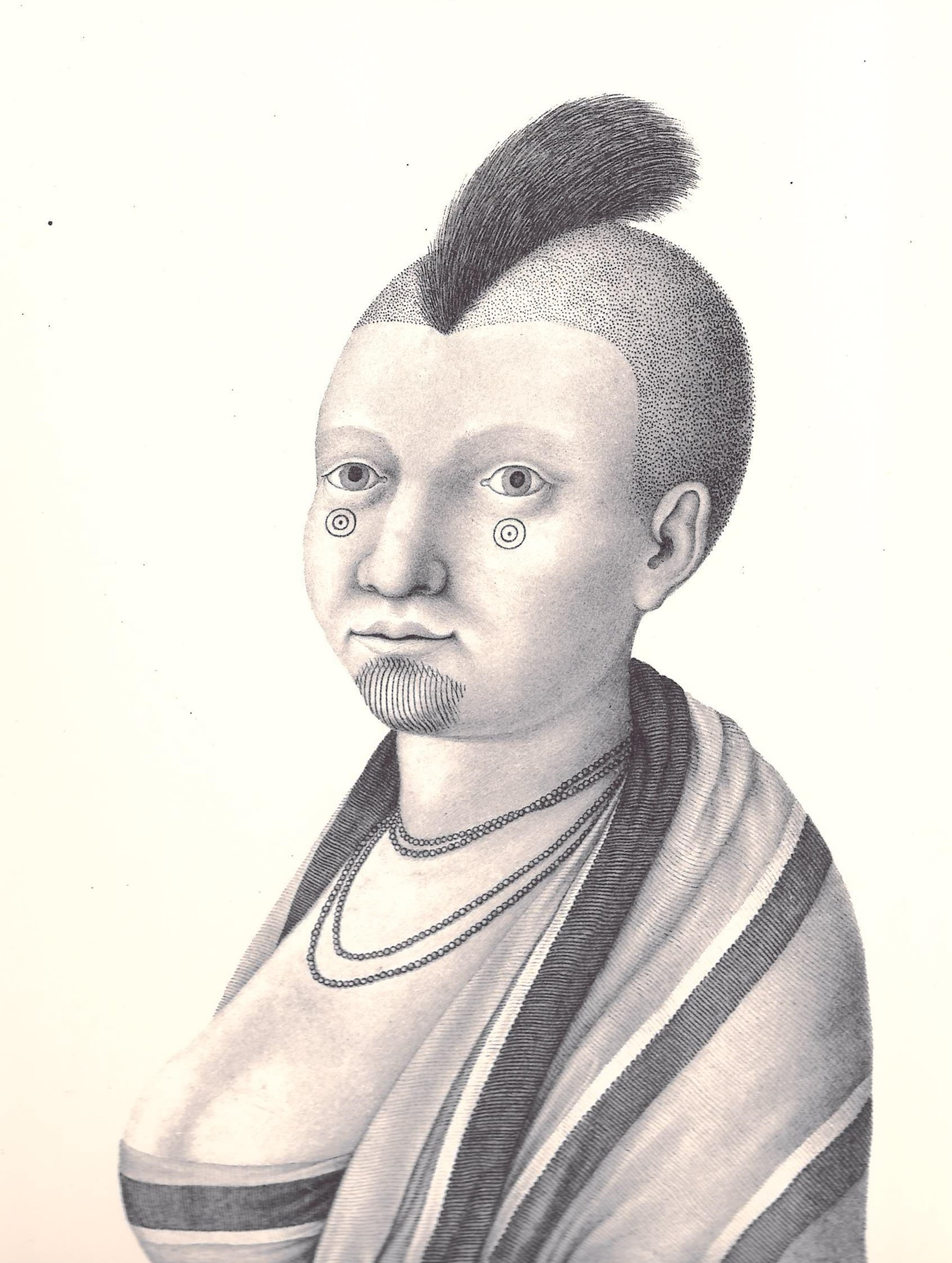
Índio Guaicuru retratado na obra de Alexandre Rodrigues Ferreira, final do século XVIII.

Em 1610, foi fundada a primeira redução jesuítica entre os guaicurus pelos padres Roque González de Santa Cruz e Vicente Grifi, denominada como "Nuestra Señora María de los Reyes", no lugar atualmente denominado como: "Yacosá", localizado a uma légua do Rio Paraguai em frente à cidade de Assunção.
Dois anos após o início das atividades missionárias, os dois jesuítas que tinham sido originalmente designados para aquela redução foram transferidos para reduções que agrupavam guaranis.
Em 1613, foram designados os jesuítas Pedro Romero e Antônio Moranta para aquela redução.
Em 1619, o padre Romero foi enviado para reduções no Rio Paraná e foi substituído pelo padre José Orighi.
Em 1626, os jesuítas abandonaram aquela redução, por considerar os resultados insatisfatórios.
Dentre as causas do insucesso, apontam-se: o caráter nômade daquela etnia, que desprezava as atividades agrícolas, que eram consideradas como se fossem atividades próprias de cativos; e o fato de que os jesuítas não conseguiram dominar o idioma falado pelos guaicurus.
Em 1760, os jesuítas fizeram uma nova tentativa de evangelizar os guaicurus, fundando a redução de "Nuestra Señora de Belén", dirigida por José Sanchez Labrador e José Mantilla, que conviveriam com esse grupo até 1767, quando ocorreu a expulsão dos jesuítas do Império Espanhol. Essa redução estava localizada na margem norte do Rio Ipané, a 5 léguas da foz desse rio que corre no sentido leste-oeste e é afluente do Rio Paraguai e a 60 léguas ao norte de Assunção, procurava evangelizar especificamente os integrantes da tribo "Apachodegoguis" (os habitantes do campo das emas) que viviam entre os rios Ipané e Apa (que serve como fronteira entre o Brasil e o Paraguai e tem sua foz na margem oeste do Rio Paraguai).
Essa segunda tentativa teve poucos resultados positivos. Os caciques permitiram a instalação da redução como modo de estabelecer um contato com os espanhóis que possibilitasse comércio. Um dos objetivos dos jesuítas que era o de obter permissão para fundar reduções com nativos da etnia chané, também não foi alcançado.

## Sociedade equestre
A adoção do cavalo pelos guaicurus ocorreu a partir do final do século XVI. Isso possibilitou que os guaicurus aperfeiçoassem as atividades de caça e realizassem diversos saques contra territórios habitados pelos guaranis, espanhóis e outros vizinhos que se dedicavam às atividades agrícolas.
A adoção do cavalo também gerou alterações no âmbito das sociedades guaicurus, pois desenvolveu ou reforçou um sistema de classes incipientes, dominado por guerreiros que tinham privilégios hereditários. A base da pirâmide era formada por servos da etnia guaná e outros escravos capturados ou comprados. Os escravos eram submetidos a um regime de serventia perpétua e hereditária, embora pudessem obter a liberdade por meio de um casamento com um guaicuru. Dentre os escravos estavam nativos capturados no leste do Chaco e florestas do Paraguai, além de alguns paraguaios mestiços. A maior fonte de escravos parece ter sido a etnia chamacoco.
Outro aspecto era que os chanés se submeteram aos guaicurus como vassalos, destinando a esses parte de sua produção agrícola. Posteriormente os chanés adquiriam parte dos saques realizados pelos guaicurus, oferecendo, em troca, parte de sua produção agrícola.
As elites desse povo costumava utilizar adornos de prata como sinal de prestígio.

## Família Linguística
A família linguística guaicuru abrange línguas faladas por outras etnias nativas vizinhas, que habitavam a região do chaco, como: os paiaguás, os tobas, os pilagás, os abipones e os mocovis.